# Klaus Selignow
Klaus Selignow (12. srpna 1932 Postupim-Babelsberg – 18. června 2015 Postupim) byl východoněmecký fotbalista a později herec a filmař (DEFA).

## Hráčská kariéra
Začínal v klubu Rotation Babelsberg, kde strávil prakticky celou hráčskou kariéru. V roce 1955 odehrál jeden prvoligový zápas za Rotation Lipsko, v němž dal jeden gól. V sezoně 1955, která se hrála jednokolově a v NDR se přecházelo na sovětský hrací systém jaro–podzim, se stal s 12 brankami nejlepším střelcem nejvyšší východoněmecké soutěže.

### Ligová bilance
| Ročník          | Zápasy | Góly | Klub                    |
| --------------- | ------ | ---- | ----------------------- |
| I. liga 1950/51 | 1      | 1    | BSG Rotation Babelsberg |
| I. liga 1951/52 | 18     | 6    | BSG Rotation Babelsberg |
| I. liga 1952/53 | 23     | 3    | BSG Rotation Babelsberg |
| I. liga 1953/54 | 25     | 13   | BSG Rotation Babelsberg |
| I. liga 1954/55 | 26     | 8    | BSG Rotation Babelsberg |
| I. liga 1954/55 | 1      | 1    | SC Rotation Lipsko      |
| I. liga 1955    | 13     | 12   | BSG Rotation Babelsberg |
| I. liga 1956    | 26     | 12   | BSG Rotation Babelsberg |
| I. liga 1957    | 11     | 1    | BSG Rotation Babelsberg |
| I. liga 1958    | 9      | 3    | BSG Rotation Babelsberg |
| II. liga 1960   | 3      | 2    | BSG Rotation Babelsberg |
| CELKEM I. LIGA  | 153    | 60   |                         |
| CELKEM II. LIGA | 3      | 2    |                         |